# کول‌ان کوایت
AMD Cool'n'Quiet یک فناوری درجه‌بندی پویای بسامد و صرفه‌جویی در مصرف انرژی CPU است که توسط AMD با خط پردازنده Athlon XP این شرکت معرفی شده است. این فناوری با کاهش نرخ کلاک و ولتاژ پردازنده در زمان بیکاری آن عمل می کند. هدف از این فناوری کاهش مصرف کلی برق و پایین آوردن تولید حرارت است که این امر اجازه میدهد فن خنک کننده با سرعت کمتری(و در نتیجه با صدای کمتری) کار کنند. اهداف خنک تر و آرام تر منجر به نام Cool'n'Quiet می شود. این فناوری مشابه SpeedStep اینتل و PowerNow خود AMD است! که با هدف افزایش عمر باتری لپ تاپ از طریق کاهش مصرف برق توسعه یافته اند.
Cool'n'Quiet به استفاده های مختلف پردازنده های دسکتاپ و سرور اطلاق میشود ، در حالی که PowerNow! برای پردازنده های موبایل به کار می رود. این فناوری مشابه هستند اما یکسان نیستند. این فناوری همچنین در پردازنده های Opteron با "e-stepping" معرفی شد، اما مدیریت توان بهینه نامیده می شود، که در اصل یک نسخه ی بهینه شده از این طرح است که برای کار با حافظه های ثبت شده طراحی شده است.
این فناوری طور کامل در هسته لینوکس از نسخه 2.6.18 به بعد (با استفاده از درایور powernow-k8) و FreeBSD از نسخه ی 6.0-CURRENT به بعد پشتیبانی می شود.به عبارت دیگر، کاربران می‌توانند از این فناوری برای بهینه‌سازی مصرف انرژی و عملکرد پردازنده‌های AMD خود در این نسخه‌های خاص سیستم‌عامل‌ها بهره‌برداری کنند.

## پیاده‌سازی
به اساس استفاده از این فناوری در سیستم عامل های مایکروسافت:
- این تکنولوژی باید در بایوس سیستم فعال شود.
- در ویندوز XP و 2000: نمایه « مدیریت حداقل انرژی » باید در « طرح‌های قدرت » فعال باشد. همچنین یک درایور PPM نیز توسط AMD منتشر شد که این را تسهیل می کند.[۵]
- در ویندوز ویستا و 7: " حداقل وضعیت پردازنده " موجود در " مدیریت انرژی پردازنده " از " تنظیمات پیشرفته توان " باید کمتر از " 100٪ " باشد.

همچنین در ویندوز ویستا و 7، نمایه برق « صرفه‌جویی در مصرف انرژی » اجازه می‌دهد تا حالت مصرف انرژی(فرکانس و ولتاژ) بسیار پایینتری نسبت به حالت «عملکرد بالا » داشته باشید.
برخلاف ویندوز XP، ویندوز ویستا فقط از Cool'n'Quiet هایی پشتیبانی می کند که آن مادربردها از ACPI 2.0 یا بالاتر پشتیبانی کنند.
برخلاف ویندوز XP، ویندوز ویستا فقط از Cool'n'Quiet هایی پشتیبانی می کند که آن مادربردها از ACPI 2.0 یا بالاتر پشتیبانی کنند.
در نسخه‌های قبلی ویندوز، برای استفاده از فناوری Cool'n'Quiet، کاربران باید علاوه بر نرم‌افزار Cool'n'Quiet، درایورهای مربوط به پردازنده را نیز نصب کنند. به عبارت دیگر، برای فعال‌سازی و درست کار کردن این فناوری در ویندوزهای قدیمی‌تر، وجود هر دو (نرم‌افزار و درایور) ضروری است.. آخرین نسخه ی آن 1.3.2.0 است.

## ابزارهای شخص ثالث
علاوه بر درایورهای CPU ارائه شده توسط AMD، چندین تولید کننده مادربرد نرم افزاری را منتشر کرده اند تا به کاربران امکان کنترل بیشتری بر ویژگی Cool 'n' Quiet و همچنین سایر ویژگی های جدید پردازنده ها و چیپست های AMD بدهند. با استفاده از این برنامه ها، کاربران حتی می توانند ولتاژ CPU را به طور مستقیم کنترل کنند .

## پردازنده هایی که از Cool'n'Quiet پشتیبانی می کنند
- Athlon XP
- Athlon 64 و X2 - همه مدل ها
- Athlon 64 FX – FX-53 (فقط سوکت 939 ) و بالاتر
- FX (سوکت 942)
- Athlon II - همه مدل ها
- Sempron – سوکت 754 : 3000+ و بالاتر. سوکت AM2 : 3200+ و بالاتر
- Opteron – E-stepping و بالاتر، با نام تجاری Optimized Power Management
- Phenom - همه نسخه ها از Cool'n'Quiet 2.0 پشتیبانی می کنند
- Phenom II – از Cool'n'Quiet 3.0 پشتیبانی می کند

برخی از APU ها
- Ryzen – 3، 5، 7 و 9 همه مدل ها از Cool 'n' Quiet پشتیبانی می کنند
- EPYC